# آدم أفزيليوس
آدم أفزيليوس (Adam Afzelius) كان عالم نبات سويديًا، ولد عام 1750 وتوفي في أبسالا (السويد) عام 1837.